# Dipòsit institucional
Un dipòsit institucional o repositori és un tipus de dipòsit digital fiable, creat i gestionat per una institució, que recull les publicacions que són fruit de l'activitat del seu personal docent i investigador, i que permet la preservació, accés i distribució dels materials generats per aquesta institució.
Un dipòsit institucional, en l'àmbit universitari, fa referència a un conjunt de serveis oferts a la comunitat científica per a la gestió i la disseminació digitals dels materials generats per la seva comunitat, cosa que significa un compromís de la institució, no només a facilitar-ne l'allotjament, sinó també a garantir-ne la preservació.

## Introducció
Des de principis del segle XXI s'ha detectat un creixement considerable en el nombre de dipòsits institucionals (institutional repositories) implantats en moltes organitzacions, principalment a universitats. El motiu és que la proliferació dels materials i recursos digitals han plantejat reptes importants a institucions com biblioteques, arxius o universitats, entre d'altres. Fins ara, aquestes institucions havien dut a terme polítiques per a la preservació del material intel·lectual en els suports tradicionals. Ara bé, actualment aquestes institucions han de dur a terme noves accions per preservar els recursos i materials en format digital.

## Missió
La missió principal d'aquests repositoris és emmagatzemar i gestionar els recursos digitals creats dintre de la mateixa institució, ja que es consideren com a béns intel·lectuals (intellectual assets) institucionals que s'han de custodiar i preservar.
La institució, a través del seu dipòsit, es converteix en un proveïdor de continguts digitals que permet la difusió dels resultats dels seus treballs, i l'accés als documents que allotja, cosa que genera més impacte i visibilitat per a la institució, i a la vegada garanteix la preservació digital dels seus treballs.
La creació de dipòsits institucionals ha d'anar acompanyada d'una política clara de la institució amb relació a l'autoarxivament dels materials, i a una explicació de quins són els avantatges i els beneficis que aporta el fet que el dipòsit sigui la imatge d'aquesta institució.

## Objectius
Els objectius concrets d'aquest tipus de dipòsits poden variar, depenent de la seva finalitat. Alguns d'aquests objectius són:
- La gestió de recursos digitals amb finalitats docents, científiques o administratives per tal de facilitar:

- La generació d'estadístiques
- La reutilització (repurposing) d'elements dels recursos per part d'altres institucions, sobretot per a material docent
- El compliment de les exigències de les agències d'avaluació i finançament

- La disponibilitat i fàcil accés de material científic produït per investigadors de la institució, seguint el moviment Open Access o Accés obert
- La preservació del material digital per a la posterior localització i utilització en el futur

## Beneficis
Alguns dels beneficis dels dipòsits institucionals identificats en l'estudi britànic realitzat per Swan i Brown (2005) són:
- Capacitat per donar lliure accés als treballs científics dels seus investigadors
- Generació de dades administratives i estadístiques
- Realització d'avaluacions
- Disponibilitat d'un arxiu permanent
- Disponibilitat d'una eina de màrqueting

## Dipòsits institucionals a Espanya
L'augment dels dipòsits institucionals a l'estat espanyol des de principis del segle XXI respon al fet que, a Espanya, el moviment d'accés obert s'ha expandit també en favor de l'accés obert en la producció científica. Cronològicament, el primer que es va crear va ser Tesis Doctorals en Xarxa (TDX), l'any 2001, tot i que la majoria van començar a emergir cap a l'any 2005. D'acord amb les dades d'aquests directoris, el programari més utilitzat és el DSpace i l'EPrints. La diversitat en els tipus de continguts és una característica comuna als dipòsits espanyols, i els documents més abundants són les tesis, tesines i treballs presentats a congressos, seguits dels articles en revistes.
Pel que fa a la presència en directoris internacionals, el 2008 hi havia registrats en el ROAR (Registry of Open Access Repositories) trenta-dos dipòsits, i vint-i-tres en l'OpenDOAR (Directory of Open Access Repositories). Les diferències en el nombre de dipòsits entre el ROAR i l'OpenDOAR es deuen als criteris d'inclusió d'aquests directoris. Tot i la fiabilitat d'aquests directoris internacionals, és preferible el contrast de dades amb altres directoris fiables d'àmbit nacional, com per exemple el portal RECOLECTA. El projecte RECOLECTA és fruit de la col·laboració entre La Fundación Española para la Ciencia y la Tecnología (FECYT) i la Red de Bibliotecas Universitarias REBIUN de la CRUE, per tal de crear una infraestructura nacional de repositoris científics d'accés obert. Es tracta d'una plataforma que agrupa tots els repositoris científics nacionals, i que proveeix de serveis tant als gestors de repositoris com als investigadors.

## Dipòsits institucionals i Open Access
A principis del segle XXI va sorgir el moviment Open Access (accés obert), que exigia l'accés gratuït i sense barreres al coneixement científic. La iniciativa Open Access (OA) es va perfilar mitjançant tres declaracions:
- Budapest Open Access Initiative (2002)
- Bethesda Statement on Open Access Publishing (2003)
- Berlin Declaration on Open Access to Knowledge in the Sciences and Humanities (2003)

Amb la Declaració de Berlin el 2003, es va obrir pas al reconeixement dels principis d'Open Access en l'àmbit científic a nivell mundial. Aquesta declaració estableix que les contribucions basades en el "principi d'accés obert" han de complir dues condicions:
- Garantir a tots els usuaris el dret d'accés gratuït, irrevocable i mundial, i el permís per copiar, usar, distribuir, transmetre i exhibir la publicació per a qualsevol propòsit responsable
- Una versió completa de la publicació dipositada en un format electrònic estàndard, publicat en almenys un dipòsit online que utilitzi uns estàndards tècnics acceptables (com l'Open Archive). El dipòsit ha de ser gestionat i mantingut per una institució o societat científica, institució pública o altra organització que busqui implementar el "principi d'accés obert".

El moviment Open Access ha donat un gran impuls a la creació de repositoris digitals institucionals a nivell mundial. L'estudi de Swan i Brown (2005), va detectar un creixement a nivell internacional del 100% en el cas dels dipòsits institucionals entre el 2003 i el 2004. En el 2006, l'estudi de l'ARL (Association of Research Libraries) va mostrar que el 78% de les 87 biblioteques universitàries que participaven en l'enquesta tenien un repositori en marxa o el tindrien instal·lat entre el 2006 i 2007. També cal indicar que aquest creixement no només ha estat implulsat pel moviment Open Acess, sinó també per la gestió institucional i administrativa, i per la preservació de recursos digitals a llarg termini.
Pel que fa a l'àmbit espanyol, també s'ha experimentat els últims anys un avenç significatiu en el moviment d'Accés obert en la producció científica i en la creació de dipòsits institucionals. El compromís a favor de l'accés obert en la producció científica a Espanya és cada vegada més gran, tant pel nombre de projectes i iniciatives, com pel fet que l'accés obert apareix en molts programes d'esdeveniments científics. Un exemple d'aquest compromís és que el 2008 ja hi havia 21 institucions espanyoles que havien signat la Declaració de Berlín, setze de les quals eren universitats.

## Dipòsits institucionals i preservació digital
La preservació de materials digitals presenta una sèrie de particularitats respecte a la preservació de materials en suport tradicional:
- Dependència de l'entorn informàtic
- Gran velocitat dels canvis d'aquest entorn
- Fragilitat dels suports
- Facilitat en la modificació de dades (dificultat per garantir l'autenticitat i la integritat dels documents)
- Intervenció activa necessària al llarg de la vida del recurs digital

Algunes de les principals estratègies de preservació, que s'apliquen per frenar la pèrdua d'informació digital són:
- La preservació de la tecnologia
- La migració de dades
- L'emulació de les aplicacions informàtiques originals

Tanmateix, aquestes estratègies es consideren com a short-term solutions to a long-term problem, és a dir, solucions a curt termini per a un problema a llarg termini. En aquest sentit, un dels objectius dels dipòsits institucionals és la preservació a llarg termini del material digital, per a la seva posterior localització i útilització en el futur. Per aquest motiu, moltes institucions a nivell internacional i nacional es comprometen a crear repositoris digitals per preservar els seus materials digitals, sobretot en l'àmbit universitari. Tot i això, cal indicar que el principal enfocament d'aquests dipòsits, ara per ara, és la recuperació dels recursos digitals d'acord amb la iniciativa Open Access. Així doncs, encara són pocs els dipòsits institucionals a nivell internacional que tenen com a prioritat la preservació a llarg termini dels materials digitals.